# Corps Hasso-Borussia Freiburg
Le Corps Hasso-Borussia Freiburg est une association étudiante combattante et colorée au sein de l'Association des convents des anciens de Kösen (KSCV). Le corps rassemble des étudiants et anciens élèves de l'Université Albert-Louis et d'autres universités de Fribourg-en-Brisgau. Les membres du corps sont appelés Hessois-Prussiens – « HaBos » dans le jargon.

## Couleur
Le Hasso-Borussia a les couleurs blanc-rouge-noir-blanc avec percussions argentées. Un attaquant blanc est également porté. La bande du renard est blanc-noir-blanc.
La devise est Intrépide et Fidèle ! . La devise héraldique est Gladius ultor noster !

## Histoire
Les inactifs des corps étrangers étudiant à Fribourg se sont réunis au cours du semestre d'été 1874 sous la direction du baron Schott von Schottenstein, Bremensiae, Sueviae Tübingen, Rhenaniae Straßburg pour former une association d'étudiants inactifs du corps au Storchen am Schwabentor. Ils s'appellent déjà Hasso-Borussen et veulent fonder un nouveau corps à Fribourg-en-Brisgau. La plupart sont des Hessois, dont la plus grande patrie est devenue le royaume de Prusse. Fondé le 12 juin 1876 au Römischen Kaiser, le nouveau Corps Hasso-Borussia est intégré au Convent des anciens de Fribourg le 20 juin 1876
En raison d'une altercation physique, l'université la suspend du 13 juin au 16 août 1888. Le Hasso-Borussia est reconstitué au début du semestre d'hiver 1888/89. Lorsque l'université suspend à nouveau le corps le 19 juin 1896, le corps de remplacement Saxonia avait été fondé deux jours plus tôt. Il a les couleurs bleu-blanc-noir sur percussion argentée et porte la devise Nunquam retrorsum (de) ! La suspension prend fin le 20 février 1897. Avec le Corps Rhenania Freiburg (de) et le Corps Suevia Freiburg (de), le Hasso-Borussia est suspendu par l'université le 16 juillet 1913 pour avoir usurpé la juridiction sur un professeur privé. Les convents des anciens reprennent les fonctions des couvents de garçons du corps. La suspension prend fin par grâce le 18 novembre 1913
À l'époque national-socialiste, le corps est suspendu le 1er novembre 1935. Il se reconstitue le 10 janvier 1936 et de nouveau suspendu le 19 juin 1936. D'avril 1939 jusqu'au semestre d'hiver 1944/45, les anciens du corps s'occupent de la camaraderie VIII portant le nom définitif de « Reinhold Beyl », qui a initialement son domicile dans le bâtiment du Hasso-Borussia. En raison de la Seconde Guerre mondiale, le Hasso-Borussia perd 43 frères de corps.
L'ancienne association des anciens est réactivé en juin 1950. Les membres se reconstituent au semestre d'été 1950 sous le nom de « Jeune communauté de table hessoise-prussienne » et participent à la reconstitution du KSCV. Depuis le 9 juin 1951, elle s'appelle à nouveau Corps Hasso-Borussia.

## Faubourg
En 1886, le Hasso-Borussia préside le corps de faubourg. Le président du faubourg zurichois (1881) est également hessois-prussien. En tant qu'avant-dernier à Würzburg, le département de transfert de faubourgest dirigé par le Hasso-Borussia en 1991 en tant que corps présidentiel du SC. Gerhard Kurt Hentsch prononcé le discours de la cérémonie.

## Relations extérieures
Le Corps entretient des relations officielles avec les Corps Albertina, Rhenania Würzburg et Teutonia Gießen (de). Les relations avec Guestphalia Halle (de) (cartel), Borussia Breslau (de) (amis) et Franconia-Jena (de) (relation d'introduction) sont rompues ou dissoutes. Les relations avec Suevia Tübingen (de) et Rhenania Straßburg n'ont jamais été rompues, mais ne sont plus officielles car les deux corps n'appartiennent plus au KSCV.

## Membres
Par ordre alphabétique

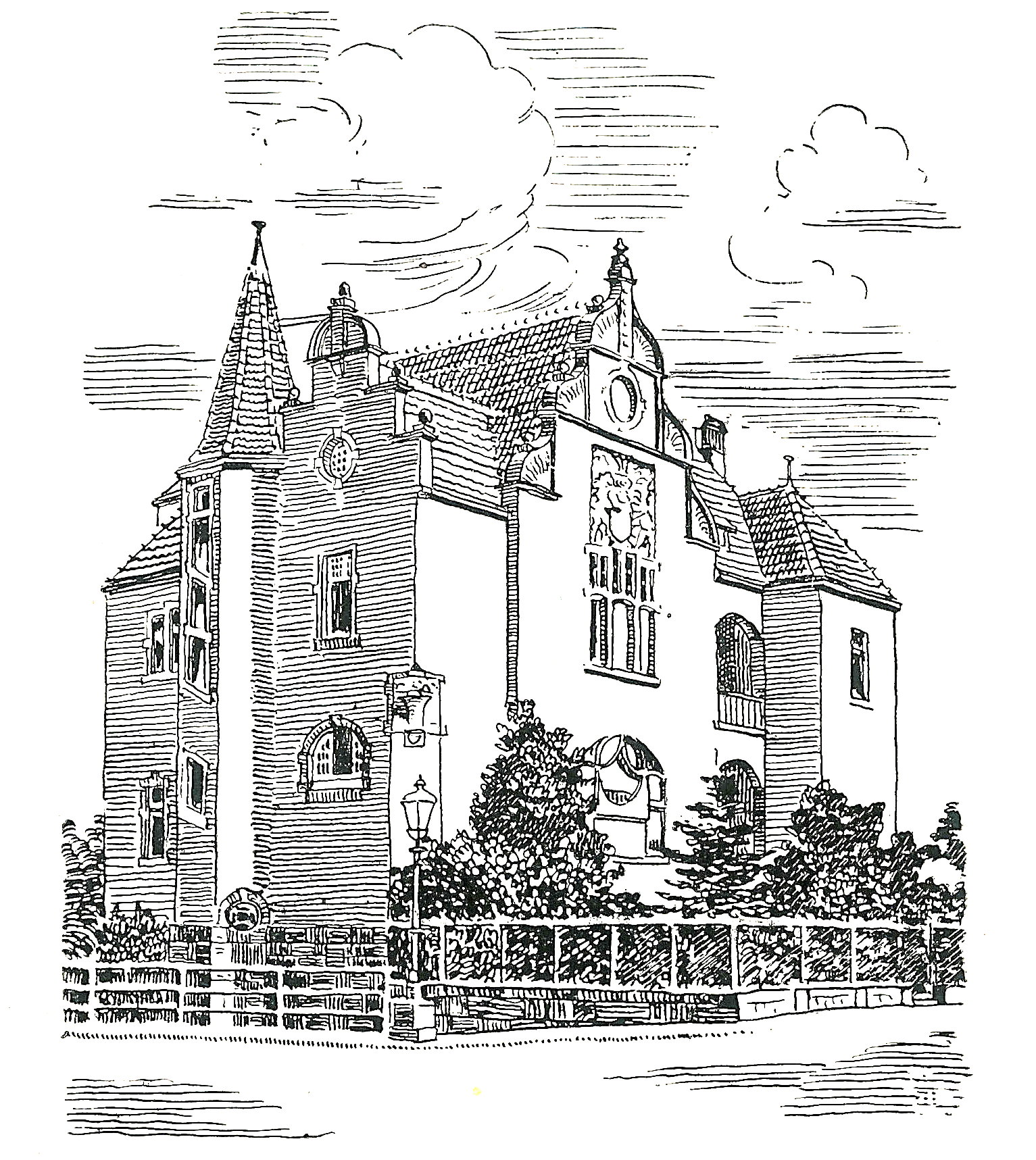
Ancienne maison de corps

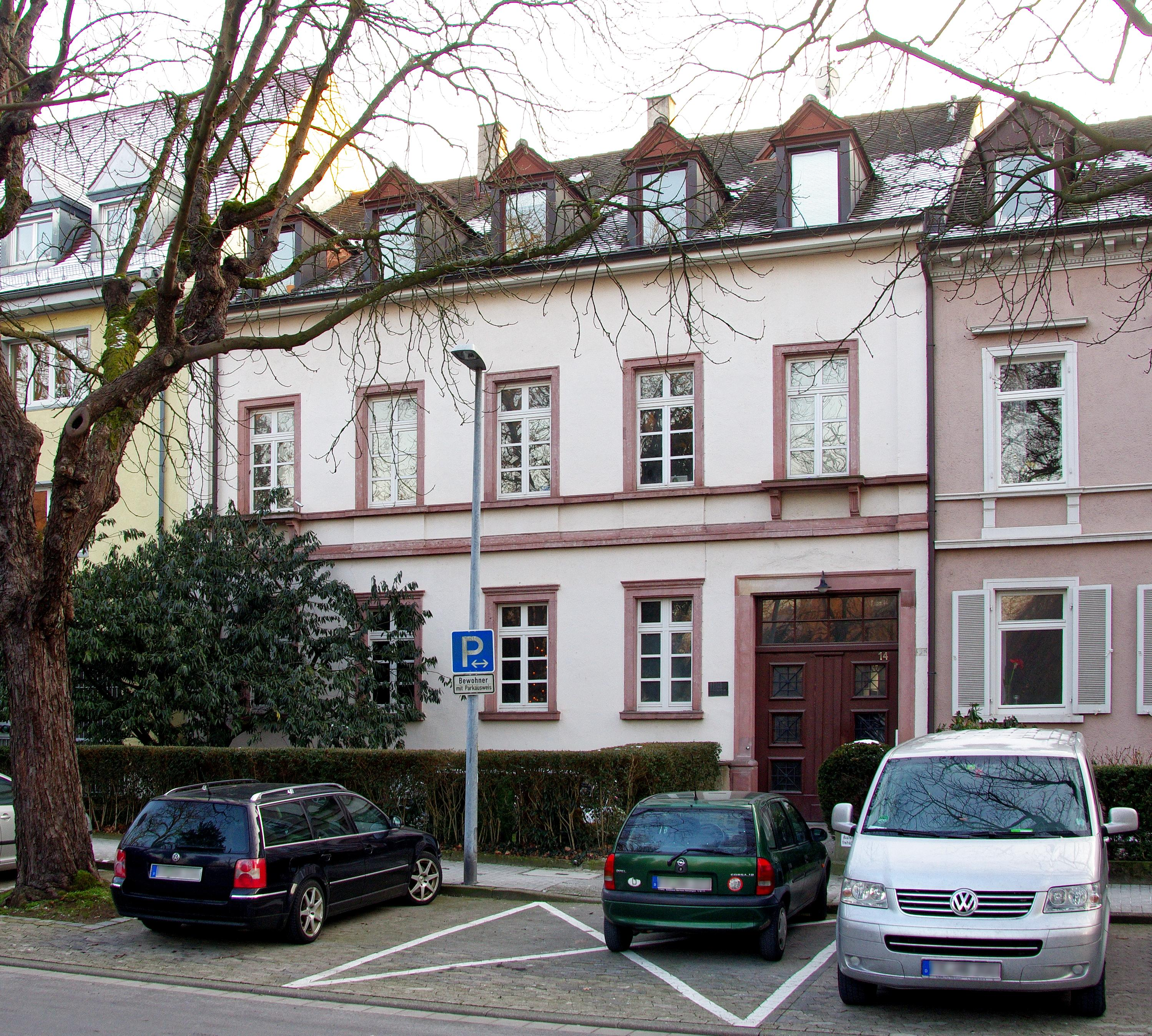
La maison du corps d'aujourd'hui

- Hans Baare (de) (1887–1932), directeur dans l'industrie sidérurgique
- Emil Belzer (1860–1930), président du district de Sigmaringen
- Herbert von Berenberg-Goßler (de) (1883–1918), anatomiste à Fribourg
- Hans Böker (de) (1886–1939), anatomiste et zoologiste
- August Bostroem (de) (1886–1944), neurologue et psychiatre
- Julius von Braun (de) (1868–1931), administrateur de l'arrondissement de Gerdauen
- Percy Brigl (de) (1885–1945), professeur universitaire de chimie agricole à Hohenheim
- Bruno Bruhn (de) (1872–1958), directeur industriel
- Kurt Daniel (de) (1899–1984), fonctionnaire ministériel
- Georg Deycke (de) (1865–1938), interniste
- Harald Dickertmann (de) (1909–1994), juge fédéral
- Arnold Diestel (de) (1857–1924), maire président de Hambourg
- Hans von Ditfurth (de) (1862–1917), administrateur de l'arrondissement du comté de Schaumbourg (de), député du parlement provincial de Westphalie (de) et de la chambre des représentants de Prusse, président de l'oKC 1886
- Hermann Fellinger (de) (1884–1957), commissaire du Reich, président du conseil de surveillance des usines Didier et de Karstadt AG
- Richard Forstmann (de) (1877–1951), assesseur des mines, premier directeur de la Hauptstelle für Grubenrettungswesen à Essen
- Julius Fressel (de) (1857–1947), obstétricien à Hambourg
- Otto Gerlach (1894–1963), généalogiste, éditeur des listes de corps de Kösen en 1930 et 1960
- Horst Geyer (de) (1907–1958), neurologue et psychiatre
- Daniel Graewe (de) (né en 1978), juriste
- Jürgen Großmann (de) (né en 1952), associé unique de Georgsmarienhütte Holding GmbH (de), président du directoire de RWE AG (2007–2012)
- Werner Hartenstein (1908–1943), commandant de sous-marin, croix de chevalier
- Fritz Henkel (de) (1886–1939), consul à Reval et Reichenberg
- Karl Hennecke (de) (1886–1933), manager de l'industrie du charbon et de l'acier
- Wilhelm Hölling (de) (1880–1953), juriste d'entreprise dans l'industrie minière
- Theobald Keyser (de) (1901–1984), Oberbergrat, directeur général de l'association économique de l'industrie minière et de l'association des entreprises minières de la Ruhr
- Karl von Korff (de) (1867–1956), anatomiste à Kiel, Tübingen et en Argentine
- Theodor Kramer (de) (1876–1921), administrateur de l'arrondissement de Stallupönen et de l'arrondissement de Stolp
- Paul Kratz (de) (1878–1939), professeur de mines, membre du conseil d'administration des mines de charbon d'Essen
- Paul von Krause (de) (1882–1946), administrateur de l'arrondissement de Querfurt (de)
- Hubert Krier (de) (1905–1994), banquier et diplomate, ambassadeur au Paraguay (de)
- Hans Kühl (de) (1879–1969), pionnier de la chimie du ciment et de la technologie des matériaux de construction
- Hans Heinrich Kühl (de) (1907–1974), administrateur de l'arrondissement de Schleswig (de)
- Wilhelm von Kuhlmann (de) (1879–1937), ambassadeur en Amérique centrale (de) et en Irlande (de)
- Wolf-Dietrich Leers (de) (1927–1986), infectiologue et médecin d'assurance, professeur d'université à Toronto
- Adolf Lehne (de) (1856–1930), chimiste textile
- Klaus von Loos (de) (1862–1919), administrateur de l'arrondissement de Saatzig, député du parlement provincial de Poméranie (de) et de la chambre des représentants de Prusse
- Paul Marx (de) (1888–1952), propriétaire de la Barmer Bankverein, membre du conseil d'administration et président du conseil de surveillance de la Commerzbank
- Edwin Mayer-Homberg (de) (1881–1920), juriste, professeur titulaire à Giessen et Marbourg
- Wilhelm Momm (1865–1935), président du district de Trèves, Wiesbaden et Potsdam
- Karl Georg Negenborn (de) (1863–1925), directeur de l'Office supérieur d'assurance et du Tribunal des pensions militaires à Liegnitz, député de l'Assemblée constituante de l'État libre de Prusse et de la chambre des représentants de Prusse
- Jules Eberhard Noltenius (de) (1908–1976), 2e maire de Brême
- Christian Ohrloff (de) (né en 1944), ophtalmologue
- Max Pagenstecher (de) (1874–1957), juriste
- Adolf Pauli (1860–1947), ambassadeur à Cuba (de), au Brésil (de) et en Argentine (de)
- Arnold Paulssen (de) (1864–1942), juriste et ministre-président de Thuringe
- Hans Constantin Paulssen (de) (1892–1984), industriel, président de la Fédération des associations patronales allemandes (BDA)
- Heinrich Rabeling (de) (1890–1956), national-socialiste, maire d'Oldenbourg
- Heinrich Refardt (de) (1892–1968), président de police à Duisburg-Hamborn, président du district d'Aurich et du district de Francfort
- Max Rosenthal (de) (1868–1930), conseiller de la cour impériale
- Werner Rotter (de) (1897–1977), pathologiste
- Theodor Rumpf (de) (1851–1934), interniste, infectiologue et neurologue
- Albrecht Schackow (de) (1907–1994), membre d'honneur de la Compagnie des Têtes noires de Riga
- Paul Schäfer (de) (1881–1962), gynécologue
- Friedrich Scheck (de) (1879–1924), administrateur de l'arrondissement de Friedeberg-en-Nouvelle-Marche
- Ernst Schliewen (de) (1867–1945), conseiller de la cour impériale
- Hans Schmidt-Horix (de) (1909–1970), ambassadeur en Afghanistan (de), en Irak (de) et au Portugal (de)
- Gerhard Schoeller (de) (1886–1970), fabricant de papier d'Osnabrück
- Hans-Christoph Seebohm (1903–1967), ministre fédéral des Transports (1949-1966)
- Kurt Seebohm (de) (1870–1946), industriel du charbon et de l'acier
- Richard Seebohm (de) (1871–1945), administrateur de l'arrondissement de Stadthagen (de)
- Eugen Simon (de) (1880–1941), administrateur de l'arrondissement de Gumbinnen
- Ernst Springer (de) (1862–1933), administrateur de l'arrondissement d'Oldenbourg-en-Holstein (de)
- Otto Hermann Steche (de) (1879–1945), médecin et zoologue
- Gerhard Stumme (de) (1889–1934), administrateur de l'arrondissement de Weißensee (de) et de l'arrondissement du comté d'Hohenstein (de)
- Walter Teller (de) (1928–1999), pédiatre
- Karl Tettenborn (de) (1858–1938), maire d'Altona, député de la chambre des seigneurs de Prusse
- Hans Hermann Völckers (de) (1886–1977), ambassadeur en Espagne (de) et à Cuba
- Thilo von Werthern-Michels (de) (1878–1962), administrateur de l'arrondissement de Soest (de)
- Kurt Wiechert (de) (1880–1934), administrateur de l'arrondissement d'Angerburg

## Récipiendaire de la médaille Klinggräff
Les étudiants ont reçu la médaille Klinggräff de l'Association des anciens étudiants de corps (de)
- Karsten Sassenscheid (1997)
- Matthias Fuchs (2011)
- Ingo Berner (2017)[6]
- Goetz Kempelmann (2018)[7]
- Alexandre Schramm (2020)[8]
- Nils-Ole Bock (2022)[9]
- Andreas Schramm (2022)[9]